# Барнвил ла Бертран
Барнвил ла Бертран (фр. Barneville-la-Bertran) насеље је и општина у северној Француској у региону Доња Нормандија, у департману Калвадос која припада префектури Лисје.
По подацима из 2011. године у општини је живело 137 становника, а густина насељености је износила 32,78 становника/km². Општина се простире на површини од 4,18 km². Налази се на средњој надморској висини од 40 метара (максималној 127 m, а минималној 15 m).

## Демографија
| 1962. | 1968. | 1975. | 1982. | 1990. | 1999. | 2011. |
| ----- | ----- | ----- | ----- | ----- | ----- | ----- |
| 128   | 150   | 131   | 125   | 124   | 138   | 137   |

График промене броја становника у току последњих година